# Bridei VII
Bridei VII, també conegut amb el nom de Bridei mac Fokel, va ser rei dels pictes del 843 al 845.
La Crònica picta li atribueix un regnat de dos anys com a successorde Ciniod mac Uurad.
El nom del seu pare, Fokel o Fochel, és la forma gaèlica del nom britònic Wthoil o Uuthoil. Sembla ser, doncs, un germà del rei Talorgan mac Uuthoil, que hauria compartit el tro amb Drest mac Caustantin.